# Cardanus costatus
Cardanus costatus es una especie de coleóptero de la familia Lucanidae.

## Distribución geográfica
Habita en Borneo, Sumatra.